# Mustelus mustelus
La musola lisa (Mustelus mustelus) es un tiburón de la familia Triakidae, que habita en el océano Atlántico oriental desde las islas británicas hasta Senegal, en el mar Mediterráneo, Madeira y las islas Canarias entre los 5 y los 625 m de profundidad (aunque generalmente permanecen en un rango de 5 a 50 m). Aunque pueden alcanzar los 2 m de longitud, su tamaño máximo usual es de 150 cm. Generalmente alcanzan una longitud de 100 a 120 cm con una longitud al nacer de 35 cm. Su reproducción es vivípara.

## Morfología y comportamiento
La musola lisa tiene un dorso gris-marrón y un lomo blanco. Con frecuencia se le confunde con la musola dentuda, la cual tiene manchas blancas en su espalda. Otro tiburón con el que se le confunde frecuentemente es el cazón, aunque la musola lisa tiene una segunda aleta dorsal más grande. Debido a las similitudes entre la musola lisa y otros tiburones, su le ha identificado erróneamente por mucho tiempo.
Esta especie tiene dos aletas dorsales, una aleta anal, un par de aletas pectorales, un par de aletas pélvicas y una cola heterocerca. Todas estas aletas le ayudan a estabilizarse, pero en el caso de los machos, las aletas pélvicas tienen modificaciones para formar pterigopodios.
Al igual que otras musolas, la musola lisa forma grandes grupos.